# John W. Lawrence
John Watson Lawrence (ur. 19 sierpnia 1800 w Nowym Jorku, zm. 20 grudnia 1888 tamże) – amerykański polityk, członek Partii Demokratycznej.

## Działalność polityczna
Od 1840 do 1841 zasiadał w New York State Assembly. W okresie od 4 marca 1845 do 3 marca 1847 przez jedną kadencję był przedstawicielem 1. okręgu wyborczego w stanie Nowy Jork w Izbie Reprezentantów Stanów Zjednoczonych.